# Haradok (sielsowiet Bujniczy)
Haradok (biał. Гарадок; ros. Городок) – wieś na Białorusi, w obwodzie mohylewskim, w rejonie mohylewskim, w sielsowiecie Bujniczy, nad Dnieprem. Od północy i zachodu graniczy z Mohylewem.
W Haradku znajduje się Mohylewskie Olimpijskie Centrum Sportów Jeździeckich i Pięcioboju Nowoczesnego.